# Rivoluzione romena del 1989
La rivoluzione romena del 1989 (Revoluția Română din 1989), anche conosciuta semplicemente come rivoluzione romena (Revoluția Română; [revoˈlutsia roˈmɨnǝ]) fu una successione di eventi e di proteste che, nel mese di dicembre 1989, portarono al crollo, in Romania, del regime dittatoriale di orientamento comunista guidato da Nicolae Ceaușescu. Le proteste, sempre più violente, raggiunsero il culmine con il processo e l'esecuzione di Ceaușescu e della moglie Elena.
In quegli anni il passaggio alla democrazia stava avendo luogo anche negli altri paesi del blocco comunista dell'Europa orientale, ma in modo pacifico; la Romania fu l'unico Stato del Patto di Varsavia nel quale la fine del socialismo ebbe luogo in modo violento.

## Prima della rivolta
Analogamente ai Paesi vicini, nel 1989 la maggior parte della popolazione della Romania nutriva un deciso malcontento verso il regime comunista. Nonostante ciò, a differenza di altri Stati dell'Europa dell'Est, la Romania non era passata fino ad allora attraverso un processo di destalinizzazione. La politica di sviluppo economico di Ceaușescu (compresi grandi progetti edili e un rigido blocco delle spese interne destinato a permettere alla Romania di pagare l'intero debito pubblico) fu considerata responsabile della povertà diffusa in tutto il Paese, anche da elementi vicini al Partito Comunista Rumeno. Nel marzo 1989, infatti, fu pubblicata la Lettera dei Sei, documento elaborato da sei dissidenti contrari alla politica del dittatore. In parallelo alla crescita della povertà, aumentava la morsa della polizia segreta, la Securitate, organo personale di Ceaușescu che rendeva la Romania un vero e proprio Stato di polizia, reprimendo sistematicamente qualsiasi forma di dissenso con metodi di tortura brutali.
Ceaușescu era l'unico tra i capi di Stato del Patto di Varsavia a non seguire gli interessi sovietici, propendendo al contrario per una politica estera personale. Mentre il leader sovietico Michail Gorbačëv avviava una fase di profonda riforma dell'URSS (Perestrojka), Ceaușescu imitava dichiaratamente le linee politiche e i culti della personalità dei dittatori comunisti dell'Asia orientale, in particolare del nordcoreano Kim Il-sung. Il dittatore romeno continuò ad ignorare i segnali che minacciavano la sua posizione di capo di uno Stato comunista nell'Europa dell'Est anche dopo la caduta del muro di Berlino e la sostituzione del leader bulgaro Todor Živkov con il più moderato Petăr Mladenov nel novembre 1989.

## La rivolta di Timișoara
Il 16 dicembre 1989 ebbe luogo a Timișoara una manifestazione di protesta al tentativo del governo rumeno di espellere un dissidente ungherese, il pastore riformato László Tőkés. Il pastore, esponente degli interessi della minoranza ungherese, aveva recentemente criticato il regime tramite i mass media stranieri e il governo considerò il gesto come un incitamento ai conflitti etnici. Su richiesta del governo, l'episcopato rimosse Tőkés dal sacerdozio, privandolo così del diritto di utilizzare l'appartamento legittimamente ottenuto in quanto pastore. Per qualche giorno i fedeli di Tőkés si radunarono intorno alla sua abitazione per proteggerlo. Molti passanti, compresi anche studenti religiosi, si associarono alla protesta, inizialmente senza conoscere i veri motivi e venendo poi informati dai sostenitori del pastore solo in seguito che si trattava di un nuovo tentativo del regime comunista di reprimere la libertà religiosa, omettendo il carattere etnico della questione.

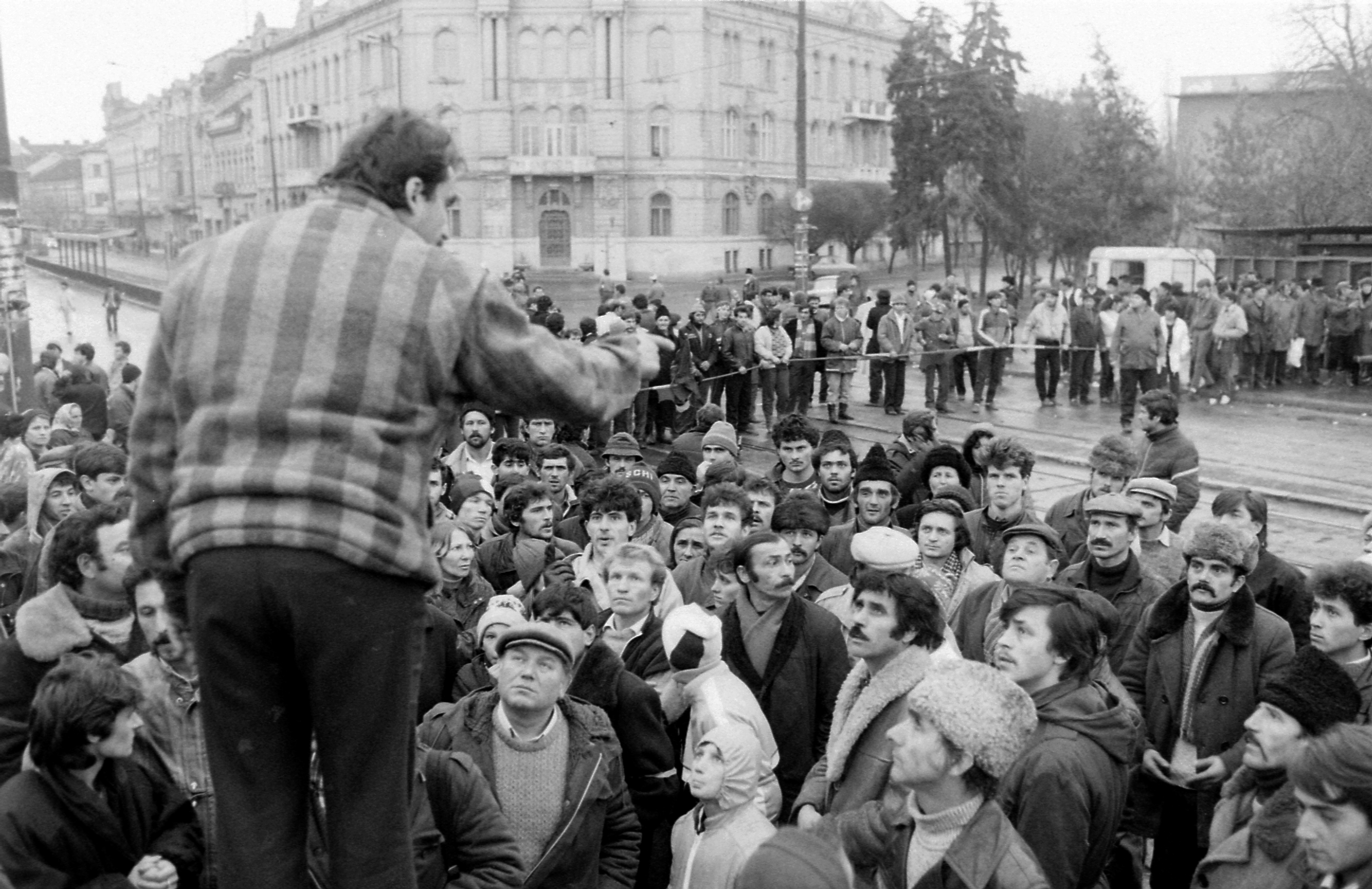
Manifestazione a Timișoara

Quando fu evidente che la massa non si sarebbe dispersa, il sindaco Petre Moț dichiarò che avrebbe riconsiderato l'espulsione di Tőkés. Nel frattempo però la folla era notevolmente aumentata e, quando Moț rifiutò di confermare per iscritto la dichiarazione contro l'espulsione del pastore, i manifestanti iniziarono a cantare slogan anticomunisti. Le forze dell'esercito (Miliția) e della Securitate, chiamate per bloccare la protesta, nulla poterono di fronte all'imponente numero di manifestanti. Alle 19.30 la protesta si era estesa e la causa iniziale stava passando in secondo piano. Alcuni protestanti tentarono di incendiare l'edificio che ospitava il comitato distrettuale del Partito Comunista Rumeno (PCR). Fu a questo punto che la Securitate rispose con il lancio di lacrimogeni e getti d'acqua, mentre la Miliția caricò i manifestanti, procedendo all'arresto di diverse persone. La massa si spostò verso la Cattedrale Metropolitana e da qui continuò ad avanzare per le vie di Timișoara, nonostante nuove cariche delle forze dell'ordine.
Le proteste continuarono anche il 17 dicembre. Alcuni manifestanti riuscirono a penetrare nella sede del comitato distrettuale e gettarono dalle finestre dell'edificio documenti del partito, brochure di propaganda, scritti di Ceaușescu e altri simboli del potere comunista. Quindi tentarono nuovamente di incendiare l'edificio, ma questa volta furono fermati da unità militari. Il significato della presenza dell'esercito sulle strade era chiaro: gli ordini provenivano direttamente dall'alto, probabilmente dallo stesso Ceaușescu. Nonostante l'esercito avesse fallito nel tentativo di ristabilire l'ordine, la situazione a Timișoara era divenuta drammatica: spari, vittime, risse, automobili in fiamme, TAB che trasportavano forze della Securitate e carri armati. Alle 20.00 si stava ancora sparando tra la Piazza della Libertà e l'Opera, specie nelle zone del ponte Decebal, Calea Lipovei e Calea Girocului. Carri armati, camion e TAB bloccavano l'accesso alla città mentre gli elicotteri sorvegliavano la zona. Dopo mezzanotte le proteste cessarono. I generali della Miliția Ion Coman, Ilie Matei e Ștefan Gușă ispezionarono la città, che sembrava uno scenario di guerra, con edifici distrutti, cenere e sangue.
Il mattino del 18 dicembre il centro era sorvegliato da soldati e agenti della Securitate in borghese. Il sindaco Moț sollecitò una riunione del Partito all'Università, allo scopo di condannare il "vandalismo" dei giorni precedenti. Decretò anche l'applicazione della legge marziale, vietando alla popolazione di circolare in gruppi più numerosi di 2 persone. Sfidando i divieti, un gruppo di 30 giovani avanzarono verso la Cattedrale ortodossa, dove fluttuarono bandiere rumene cui era stato tagliato lo stemma comunista, ed iniziarono a cantare Deșteaptă-te, române! (l'attuale inno nazionale rumeno), all'epoca vietato dal 1947 e la cui esecuzione in pubblico era punita dal codice penale. I militari, raggiunti i giovani, fecero immediatamente partire una raffica di mitra che uccise alcuni di loro, ferendone gravemente altri. Solo pochi fortunati riuscirono a fuggire, mettendosi in salvo.
Il 19 dicembre, gli inviati del governo Radu Bălan e Ștefan Gușă visitarono i lavoratori delle fabbriche di Timișoara, ormai entrati in sciopero, ma fallirono nel tentativo di farli tornare a lavorare. Il 20 dicembre massicce colonne di lavoratori entrarono in città: oltre centomila protestanti occuparono la Piazza dell'Opera e iniziarono a urlare slogan anti-governativi. Nel frattempo Emil Bobu e Constantin Dăscălescu furono designati da Elena Ceaușescu (il marito si trovava in quel momento in visita ufficiale in Iran) per incontrare una delegazione dei manifestanti: di lì a poco il confronto avvenne, ma i due rifiutarono di ascoltare le rivendicazioni del popolo e la situazione rimase immutata. Il giorno successivo, treni carichi di lavoratori delle fabbriche dell'Oltenia (regione storica della Romania meridionale) raggiunsero Timișoara: il regime aveva cercato di usarli per affogare la protesta, ma alla fine anche costoro si associarono agli altri manifestanti.

## I fatti di Bucarest

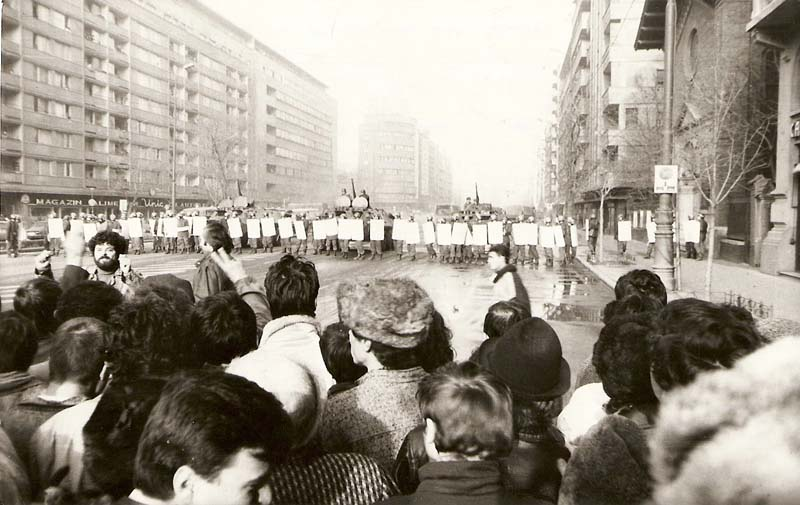
Carri armati e militari a Bucarest durante la rivoluzione rumena

Gli avvenimenti di Timișoara, sistematicamente censurati dai mezzi di comunicazione del regime, venivano raccontati nei notiziari delle radio Vocea Americii e Radio Europa Libera, diffuse clandestinamente sul territorio rumeno; a spargere la voce contribuirono anche gli studenti che lasciavano la città per tornare a casa durante le festività natalizie.
Esistono vari punti di vista sui fatti di Bucarest che portarono alla caduta del regime di Ceaușescu. Uno vuole che una parte del Consiglio Politico Esecutivo (CPEx) del Partito Comunista Rumeno avesse tentato, fallendo, una fine indolore del regime, similmente a quanto avvenuto negli altri Paesi del Patto di Varsavia, ove la classe dirigente comunista si era dimessa in massa permettendo lo sviluppo dei nuovi governi in modo pacifico. Un altro vuole che un gruppo di ufficiali militari organizzarono con successo una cospirazione contro Ceaușescu. Tanti ufficiali affermarono di aver fatto parte di una simile cospirazione, ma le prove di questo scenario sono assai poche. Le due teorie non si escludono necessariamente a vicenda.
Resta il fatto che il 22 novembre, allorché si era aperto a Bucarest il XIV Congresso del Partito Comunista Rumeno, il presidente sovietico Gorbačëv aveva inviato un messaggio di felicitazioni al PCR, nel quale tuttavia auspicava una serie di cambiamenti. Gorbačëv, fautore della perestrojka, e Ceaușescu, propugnatore di un sempre più marcato isolamento della Romania, erano fatti per non intendersi: il contrasto tra i due si palesò allorché da Mosca giunse un invito affinché il leader rumeno desse le dimissioni. Il 23 novembre, allorché fu rieletto a capo del PCR (e quindi dello Stato) con unanimità dei consensi, Ceaușescu rispose duramente a Gorbačëv, accusando oltretutto l'URSS di ingiustizie perpetrate nei confronti del suo Paese all'indomani della fine della seconda guerra mondiale (quando la Bucovina del Nord e la Bessarabia, regioni storicamente legate alla Romania, erano state annesse all'Unione Sovietica, formando la Repubblica Socialista Sovietica Moldava).
La questione di un'eventuale dimissione tornò alla ribalta il 17 dicembre 1989, quando Ceaușescu chiese al CPEx di deliberare misure atte a soffocare la rivolta scoppiata a Timişoara. Stando alle testimonianze dei membri CPEx Paul Niculescu-Mizil e Ion Dincă, a questa riunione (analogamente a quanto a suo tempo era avvenuto in Bulgaria e in Germania Est), due consiglieri si opposero all'uso della forza per la soppressione delle proteste. Per tutta risposta Ceaușescu propose le sue dimissioni e chiese ai membri del CPEx di scegliere un nuovo capo dello Stato. Tuttavia alcuni membri, tra i quali Gheorghe Oprea e Constantin Dăscălescu, gli chiesero di rinunciare alle dimissioni e di esautorare i due membri che si erano opposti alle sue decisioni. Lo stesso giorno però Ceaușescu partì per una visita ufficiale in Iran, lasciando le redini della risoluzione della rivolta di Timişoara nelle mani della moglie Elena e di altri suoi uomini fidati.
Tornato dall'Iran il 20 dicembre, Ceaușescu trovò la situazione del paese ulteriormente deteriorata. Alle 19:00 fece una dichiarazione in diretta televisiva dalla sede del Comitato Centrale, nella quale etichettò i protestanti di Timișoara come nemici della Rivoluzione Socialista.
Secondo le memorie di un membro delle strutture di allora, dopo la rivolta di Timişoara, un gruppo di generali della Securitate approfittò dell'opportunità per scatenare un colpo di Stato nella capitale Bucarest. L'atto sovversivo era in preparazione sin dal 1982 e fu inizialmente pianificato per la vigilia di Capodanno; in seguito si decise di anticiparlo per approfittare degli avvenimenti favorevoli. Il capo della cospirazione, il generale Victor Stănculescu, faceva parte della cerchia vicina a Ceaușescu e, secondo varie fonti, convinse il presidente a tenere un comizio pubblico di fronte alla sede del Comitato Centrale, nella piazza Gheorghe Gheorghiu-Dej. Attorno alla piazza vennero segretamente disposte armi automatiche telecomandate, che durante il discorso avrebbero dovuto attivarsi allo scopo di gettare scompiglio tra la folla, mentre dei sobillatori l'avrebbero istigata a cantare slogan contro Ceaușescu.
Alle 12:30 del 21 dicembre Ceaușescu si affacciò dal palazzo del Comitato Centrale: nella piazza si era raccolta una folla di 100000 persone. Nel suo discorso condannò la rivolta di Timişoara, parlò dei risultati della rivoluzione socialista e della «società socialista plurilateralmente sviluppata» della Romania. Il pubblico, tuttavia, ostentò indifferenza: solo le file frontali sostenevano Ceaușescu con applausi. Non servirono ad accendere l'entusiasmo neppure l'annuncio dell'aumento degli stipendi dei lavoratori di 200 lei e le continue lodi alle realizzazioni della Rivoluzione Socialista.
Improvvisamente si iniziarono ad udire colpi di arma da fuoco: la folla, a partire dalle file laterali, iniziò ad agitarsi e a tentare di disperdersi. Nel marasma generale, i cospiratori misero in giro la falsa notizia che la Securitate stava loro sparando addosso e che stava iniziando la rivoluzione contro Ceaușescu, chiedendo pertanto a quanti più possibile di unirsi al moto. In breve altre persone accorsero da ogni parte della città in piazza Gheorghiu-Dej, trasformando il raduno nel vero e proprio inizio della rivoluzione contro il dittatore.
Ceaușescu, la moglie e altri ufficiali e membri del CPEx che assistevano al discorso a fianco del Conducător sul balcone, presi dal panico, rientrarono nell'edificio. La televisione di Stato, che trasmetteva in diretta il discorso, interruppe le trasmissioni nel tentativo di nascondere l'agitazione che ormai stava nascendo.
I coniugi Ceaușescu tentarono disperatamente di riguadagnare il controllo sulla folla urlando al microfono frasi come «Alo, alo» o «State tranquilli ai vostri posti», ma la massa di rivoltosi si era ormai sparsa per le strade di Bucarest, e al contempo nelle altre maggiori città della Romania stavano nascendo ulteriori moti di protesta. La gente urlava slogan anticomunisti e anti-Ceaușescu, come «Giù il dittatore!», «Morte al criminale!», «Noi siamo il popolo, giù il dittatore!» o «Timișoara! Timișoara!». Alla fine i protestanti invasero il centro cittadino, da Piazza Kogalniceanu fino a Piazza dell'Unione, Piazza Rosetti e Piazza Romena. Sulla statua di Mihai Viteazul in Corso Mihail Kogălniceanu, vicino all'Università di Bucarest, fu issata la bandiera rumena nella quale era stato tagliato via lo stemma comunista.
A mano a mano che passava il tempo scendeva in strada sempre più gente. Presto i protestanti, disarmati e privi di organizzazione, furono fronteggiati da soldati, carri armati, TAB, truppe USLA (Unità Speciali per la Lotta Antiterrorismo) e ufficiali della Securitate in borghese. Iniziarono a piovere spari dagli edifici, dalle strade laterali e dai carri armati. Molte furono le vittime per fucilazione, accoltellamento, maltrattamento o schiacciate dai veicoli dell'esercito (tra l'altro un TAB, nel travolgere la folla, uccise un giornalista francese). I pompieri indirizzarono contro la massa potenti getti d'acqua, mentre la polizia effettuava cariche ed arresti. I protestanti riuscirono a costruire una barricata di difesa davanti al ristorante Dunarea, che resistette fino a mezzanotte, per poi essere abbattuta dalle forze governative. Gli spari si udirono fino alle 3:00 del mattino, quando i superstiti abbandonarono le strade.
Testimonianze dei drammatici eventi furono raccolte e diffuse tramite le foto fatte dagli elicotteri che sorvolavano la zona e da numerosi turisti che si erano rifugiati nella torre dell'Hotel Intercontinental.

## La caduta di Ceaușescu
Nelle prime ore del 22 dicembre Ceaușescu pensò che i suoi tentativi di sopprimere le proteste fossero riusciti. Alle 7:00, tuttavia, sua moglie Elena ricevette la notizia che un gran numero di lavoratori di molte piattaforme industriali stavano avanzando verso il centro di Bucarest. Le barricate della Miliţia che dovevano bloccare l'accesso verso la Piazza dell'Università e la Piazza del Palazzo si dimostrarono inefficaci. Alle 9:30 la Piazza dell'Università era già colma di persone e i militari inviati per soffocare la rivolta si unirono ai manifestanti.
Alle 10:00, quando la radio stava annunciando l'introduzione della legge marziale e il divieto di circolazione dei gruppi di più di 5 persone, centinaia di migliaia di protestanti si radunarono di propria iniziativa nel centro di Bucarest. Ceaușescu, che aveva provato a rivolgersi alla folla dal balcone del Comitato Centrale, fu accolto da bordate di fischi e improperi. Frattanto alcuni elicotteri lanciarono manifesti nei quali si chiedeva alla gente di non partecipare ai tentativi di sommossa e di tornare a casa a festeggiare il Natale.
La stessa mattina, tra le 9 e le 11, il ministro della difesa Vasile Milea morì. Un comunicato diramato da Ceaușescu affermava che Milea era stato giudicato colpevole di tradimento e che si fosse suicidato dopo essere stato scoperto. Un'indagine realizzata tramite la riesumazione del cadavere nel novembre 2005 accertò che Milea effettivamente si suicidò, sparandosi con la pistola di un proprio subordinato.
Dopo il suicidio di Milea, Ceaușescu nominò nuovo ministro della Difesa il generale Victor Stănculescu, che dopo una breve esitazione accettò. Stănculescu ordinò alle truppe di ritirarsi e dopo alcune ore, data la criticità della situazione, persuase Ceaușescu a tentare la fuga con un elicottero SA 365 Dauphin. Rifiutando di applicare gli ordini repressivi di Ceaușescu, Stănculescu aveva praticamente realizzato un colpo di Stato militare.
Ceaușescu e sua moglie Elena lasciarono la capitale insieme ad altri due collaboratori di fiducia, Emil Bobu e Tudor Postelnicu. La meta era la residenza di Ceaușescu a Snagov, da cui proseguire per Târgoviște. Il pilota Vasile Maluţan, cui uno degli attendenti teneva una pistola puntata alla testa, riuscì però a convincere i passeggeri a scendere prima, informandoli falsamente che la contraerea aveva intercettato l'elicottero, minacciando di abbatterlo. La scusa era plausibile, avendo l'esercito rumeno chiuso lo spazio aereo sopra il Paese, e i Ceaușescu vennero fatti atterrare presso una fattoria. Quando capirono di essere caduti in trappola, i coniugi Ceaușescu tentarono di fuggire in automobile; inseguiti, furono bloccati da una pattuglia della polizia. I poliziotti trattennero i coniugi Ceaușescu nella volante, attendendo notizie dalla radio circa l'esito degli scontri tra forze governative e ribelli. Quando ormai fu chiara la vittoria di questi ultimi, i poliziotti consegnarono il dittatore e la moglie all'esercito. Trasportati in una scuola elementare di Târgovişte, il 25 dicembre i due furono processati da un tribunale militare istituito ad hoc e condannati a morte per una serie di accuse, tra le quali il genocidio. La sentenza fu immediatamente eseguita nel cortile dell'edificio. Il filmato del processo e dell'esecuzione furono diffusi il giorno stesso dalla televisione di Stato, ormai sotto il controllo dei ribelli.

## Gli ultimi momenti del vecchio regime e l'instaurazione di quello nuovo
Dopo la fuga di Ceaușescu dalla sede del Comitato Centrale, a Bucarest si instaurò il caos, preceduto da uno stato di euforia generale. La folla invase la sede del Comitato Centrale e gli uffici degli ufficiali comunisti furono vandalizzati. L'accanimento si concentrò sui ritratti del dittatore e le sue opere, scagliati dalla finestra in segno di vendetta e disprezzo. Poco dopo, intorno alle 12:00, la televisione rumena riprese le trasmissioni. Mircea Dinescu, poeta dissidente e Ion Caramitru, attore molto popolare che in seguito diventerà Ministro della Cultura, apparvero accanto a un gruppo di rivoluzionari, annunciando esaltati la fuga del dittatore, per la frase rimasta famosa "Fratelli, abbiamo vinto!" Il caos di Bucarest si diffuse per l'intero paese e l'ulteriore sviluppo degli avvenimenti lasciò successivamente spazio alle più svariate interpretazioni.

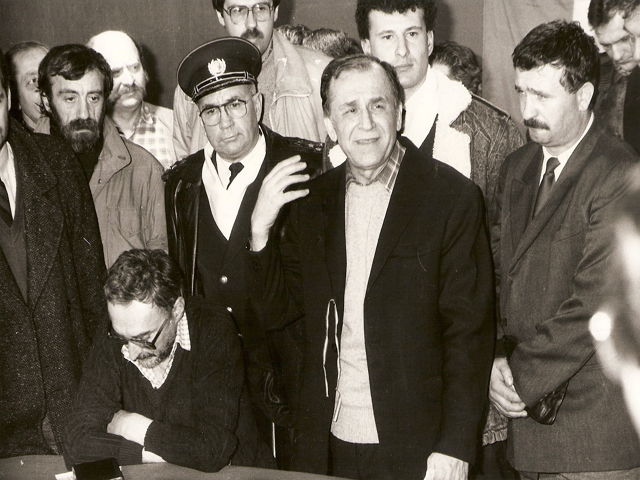
Ion Iliescu alla televisione rumena.

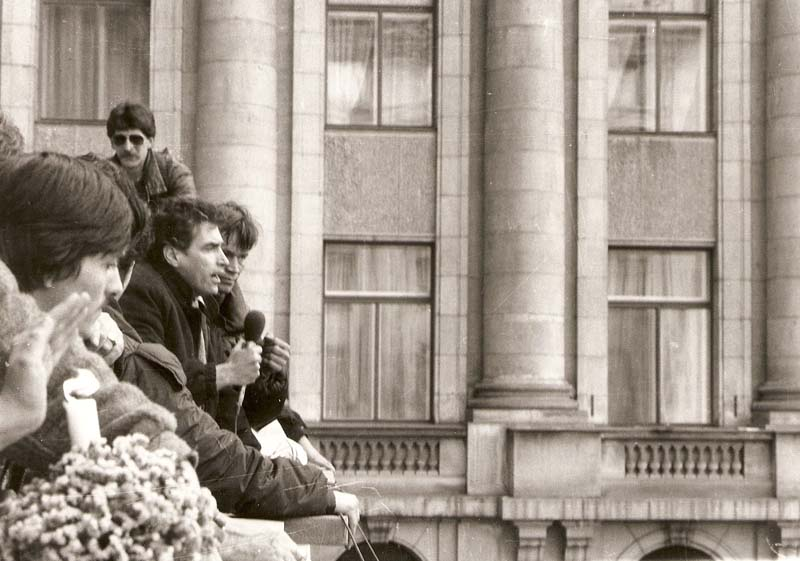
Petre Roman parla alla folla a Bucarest.

In quei momenti avvenivano degli scontri violenti all'Aeroporto Internazionale Otopeni tra le truppe mandate a combattere una contro l'altra. Tuttavia il processo di ripresa del potere della nuova struttura politica, il Consiglio del Fronte di Salvezza Nazionale (CFSN), non era ancora concluso. Le forze considerate leali al vecchio regime (assimilate ai "terroristi") aprirono il fuoco sulla folla e attaccarono punti vitali della vita sociopolitica: televisione, radio, sedi delle compagnie telefoniche, la Casa della Stampa Libera, gli uffici postali, aeroporti e ospedali.
Durante la notte tra il 22 e 23 dicembre, i cittadini di Bucarest rimasero sulle strade, specialmente nelle zone assediate per lottare (e vincere, anche al prezzo della morte di molti giovani) contro un nemico pericoloso. Alle 21:00 del 23 dicembre, carri armati e alcune truppe paramilitari andarono a proteggere il Palazzo della Repubblica. Nel frattempo arrivavano messaggi di sostegno da tutto il mondo (compresi i vari partiti comunisti, tra cui quello dell'Unione Sovietica). L'identità dei terroristi rimane ancora oggi avvolta nel mistero. Nessuno fu ufficialmente accusato fino ad oggi di atti di "terrorismo" durante la rivoluzione e questo ha sollevato molti sospetti sulla relazione tra i "terroristi" e il nuovo governo.

## Conseguenze
I giorni successivi il sostegno morale venne accompagnato dal sostegno materiale. Grandi quantità di alimenti, medicine, vestiti, attrezzatura medica furono mandate in Romania. Nel mondo la stampa dedicò intere pagine o addirittura edizioni speciali alla rivoluzione rumena e ai suoi capi.

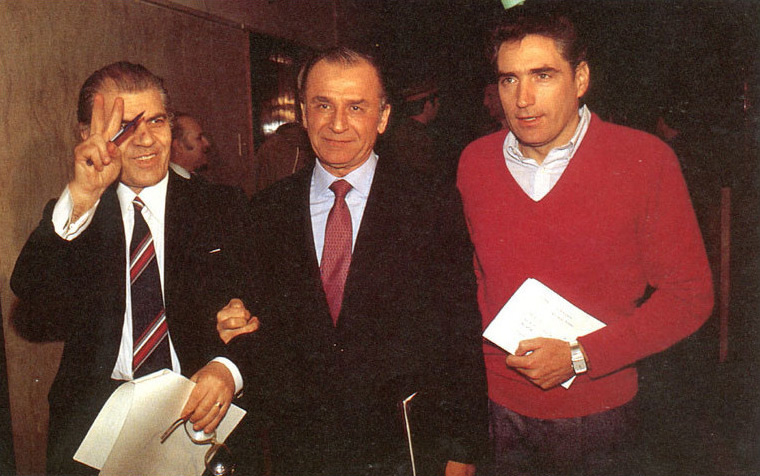
Dumitru Mazilu, Ion Iliescu e Petre Roman.

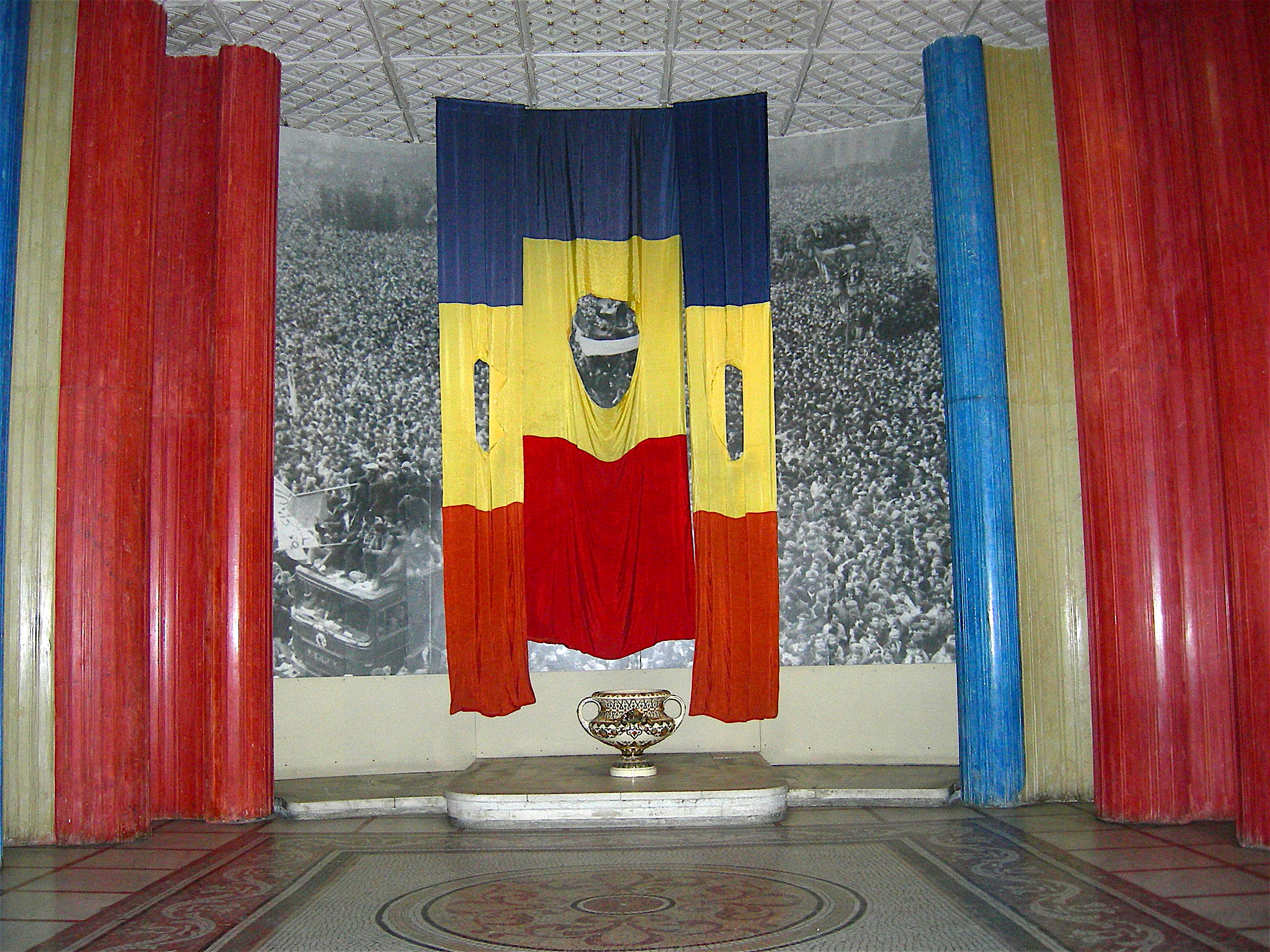
Bandiere rumene dell'epoca della rivoluzione con lo stemma comunista tagliato. Bucarest, Museo Militare

Il 24 dicembre Bucarest era una città in guerra. Carri armati, TAB e camion continuavano a sorvegliare la città e circondavano punti problematici per proteggerli. Agli incroci vicini agli obiettivi strategici furono creati posti di blocco stradali; gli spari continuarono in Piazza dell'Università e nei dintorni. Le "attività terroriste" continuarono fino al 27 dicembre, quando cessarono improvvisamente.
Ion Iliescu, ex membro della guida del Partito Comunista e alleato di Ceaușescu prima di cadere nelle disgrazie del dittatore all'inizio degli anni ottanta, si era imposto come presidente del Fronte di Salvezza Nazionale (FSN), composto principalmente da membri delle seconde file del Partito Comunista, ed esercitò subito il controllo delle istituzioni dello Stato, compresi i mezzi d'informazione come la televisione e le radio nazionali. Il FSN usò il controllo della stampa allo scopo di lanciare attacchi in stile propagandistico agli oppositori politici, specialmente i partiti democratici tradizionali, che avrebbero dovuto rifondarsi dopo 50 anni di attività sotterranea (specie il Partito Nazionale Liberale, PNL, e il Partito Nazionale Contadino Cristiano Democratico, PNTCD). Nel 1990 Ion Iliescu divenne il primo presidente eletto in modo democratico nella Romania del dopoguerra.
La rivoluzione permise alla Romania di ricevere grande solidarietà da parte del mondo intero. Inizialmente gran parte di questa solidarietà fu diretta verso il governo del FSN, ma venne rovinata quando, durante la Mineriada del giugno 1990, i minatori e la polizia risposero agli appelli di Iliescu, invadendo Bucarest e brutalizzando gli studenti e gli intellettuali che protestavano contro l'inganno della rivoluzione rumena da parte degli ex membri della guida comunista sotto gli auspici dell'FSN.

## La Romania dopo il 1989
Ion Iliescu rimase una figura centrale della politica rumena, rimanendo presidente fino al 1996 e venendo poi nuovamente eletto alla guida della nazione nel 2000 dopo un periodo all'opposizione.

## Il numero delle vittime
Il numero dei morti riportato inizialmente dai media (decine di migliaia in tutta la Romania, di cui quasi 5000 a Timișoara), oltre che alcune immagini riprese dalla televisione, si rivelarono col tempo come dei falsi (fosse comuni inesistenti, morti di morte naturale portati fuori dagli obitori e cadaveri seppelliti da poco rimossi dai cimiteri presentati come vittime degli scontri come nel caso del falso massacro di Timişoara, ecc...), costringendo alcuni quotidiani (tra cui Liberation) a scusarsi con i lettori per l'acriticità con cui erano state riportate le notizie. Le smentite tuttavia non avranno né lo stesso spazio sui media, né ovviamente lo stesso impatto emotivo avuto delle notizie errate date durante la rivoluzione.
Al termine della rivoluzione, secondo i dati del ministero della Salute rumeno, i morti saranno 104 (di cui solo 93 a Timișoara, 20 dei quali avvenuti dopo il giorno della cattura di Ceauşescu) e 3321 i feriti. Complessivamente la maggior parte delle vittime si avranno comunque a Bucarest con 564 morti (di cui 515 dopo il 22 dicembre).

## Inchieste sulla rivoluzione romena del 1989
Le prime indagini giudiziarie vennero condotte a partire dai primi anni novanta per far luce sugli eventi avvenuti in tutto il paese nel dicembre 1989, che portarono alla caduta del regime condotto da Nicolae Ceaușescu e alla nascita di un nuovo organo di potere provvisorio, il Consiglio del Fronte di Salvezza Nazionale.
In una fase iniziale, nei primi anni novanta, giunsero a processo importanti funzionari del comitato esecutivo del Partito Comunista Rumeno e militari di alto rango del precedente regime socialista, considerati colpevoli della repressione armata delle proteste nel periodo fino al 22 dicembre 1989. Negli anni la maggior parte degli imputati fu rilasciata per derubricazione dei reati, riduzione delle pene o motivi di salute, mentre le indagini successive procedettero a rilento. Solamente nel 1999 si arrivò alla condanna in primo grado a quindici anni di reclusione dei generali Victor Atanasie Stănculescu e Mihai Chițac, incriminati per i fatti di Timișoara del 17 dicembre 1989.
Il principale filone, il cosiddetto Dosarul revoluției, vedeva come imputati politici di primo piano quali l'ex presidente della Romania Ion Iliescu. L'inchiesta fu ripetutamente archiviata, senza giungere ad una soluzione definitiva. A partire dal 2011 una serie di sentenze della Corte europea dei diritti dell'uomo obbligò la Romania al risarcimento di numerosi ricorrenti per violazione del diritto alla vita, per non essere riuscita ad identificare i colpevoli. Nel dicembre 2018 la procura generale rinviò a giudizio per crimini contro l'umanità Ion Iliescu e altri tre imputati. Il processo presso l'Alta corte di cassazione e giustizia ebbe inizio nel 2019, ma nel 2021 il fascicolo fu restituito per riesame alla procura militare.
Il Dosarul revoluției fu una delle inchieste, al fianco del Dosarul mineriadei sulla mineriada del giugno 1990, che più segnarono la storia della Romania dopo il 1989.